# Ангел Мојсовски
Ангел Мојсовски (Ораовец, код Прилепа, 15. мај 1923 — Скопље, 17. март 2001) био је учесник Народноослободилачке борбе и народни херој Југославије.

## Биографија
Рођен је 15. маја 1923. године у селу Ораовец код Прилепа, у сиромашној породици. Након завршетка основне школе у родном селу, отишао је да учи механичарски занат у Велес. Док је усавршавао занат, похађао је вечерњу школу и радио као члан УРС-а. Политичко образовање стекао је кроз кружоке на којима се радничка класа упознавала са револуционарним искуством и у сукобима са буржоаским режимом за време штрајкова и демонстрацијама.
Кад је Југославија окупирана, вратио се у село где је организовао омладинце, а у граду је радио у илегалној радионици за оправку оружја. Учествовао је у прикупљању оружја и у припремама за борбу против окупатора. Већ 1941. године примљен је за члана Савеза комунистичке омладине Југославије (СКОЈ). Полиција је сазнала за његову делатност, па је по одлуци КПЈ прешао у илегалност. Септембра 1942. године, извршио је минирање централе рудника хрома „Језерина“, а затим се прикључио Шарпланинском партизанском одреду. Због успеха ове акције стекао је углед међу партизанима. Јула 1943. године примљен је за члана Комунистичке партије Југославије (КПЈ). Извесно време био је курир Главног штаба за Косово и Метохију и Шарпланинског одреда.
Крајем 1943. године налазио се са групом партизана на кумановском терену. Почетком 1944. године, када су дејствовала два батаљона Кумановског одреда, био је командант Другог батаљона. Приликом формирања Треће македонске бригаде, фебруара 1944. године, постављен је за заменика команданта батаљона. Неколико дана после формирања бригаде, истакао се храброшћу и сналажљивим руковођењем у борби против Вардарског четничког корпуса. Затим је учествовао у борбама код Ристовца, Кратова, Биљаче и Злетовских рудника, у којима је однео победе.
Од напада на Кратово, априла 1944. године, Ангел је постао командант Првог омладинског батаљона, који се истакао у више борби у току пролећне офанзиве у Македонији. У једној борби против бугарских окупатора код Поникве, Ангел је био рањен, али је наставио да се бори и командује батаљоном.
После ослобођења остао је у Југословенској народној армији и вршио низ одговорних дужности. Имао је чин генерал-потпуковника. Године 1979. отишао је у пензију.
Умро је 17. марта 2001. године у Скопљу.
Носилац је Партизанске споменице 1941. и више југословенских одликовања. Од страних одликовања, носилац је Пољског крста и бугарске Медаље отачествене војне. Орденом народног хероја одликован је 11. октобра 1953. године.